# Новоскелювате
Новоскелюва́те — село в Україні, у Синельниківському районі Дніпропетровської області. Входить до складу Покровської селищної громади. Населення становить 50 осіб. До 2016 року орган місцевого самоврядування — Олександрівська сільська рада.

## Історія
12 червня 2020 року, відповідно до розпорядження Кабінету Міністрів України № 709-р від «Про визначення адміністративних центрів та затвердження територій територіальних громад Дніпропетровської області», увійшло до складу Покровської селищної громади.
19 липня 2020 року, в результаті адміністративно-територіальної реформи і ліквідації Покровського району, село увійшло до складу новоутвореного Синельниківського району.

## Населення

### Мова
Розподіл населення за рідною мовою за даними перепису 2001 року:
| Мова       | Кількість | Відсоток |
| ---------- | --------- | -------- |
| українська | 48        | 96%      |
| російська  | 2         | 4%       |
| Усього     | 50        | 100%     |

## Географія
Село Новоскелювате знаходиться на лівому березі річки Гайчул, вище за течією на відстані 4 км розташоване село Братське, нижче за течією на відстані 4,5 км розташоване село Старокасянівське, на протилежному березі — село Писанці. Поруч проходить автомобільна дорога Н15 і залізниця, станція Мечетна за 6 км.